# Береговий риф

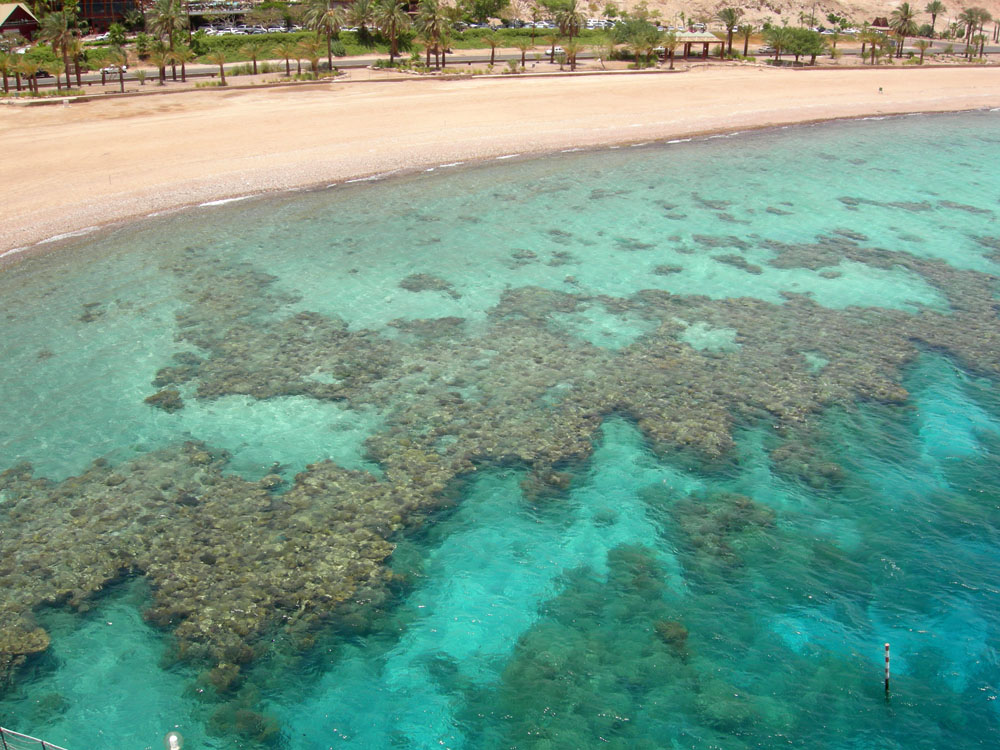
Береговий риф біля узбережжя Ейлата, Ізраїль

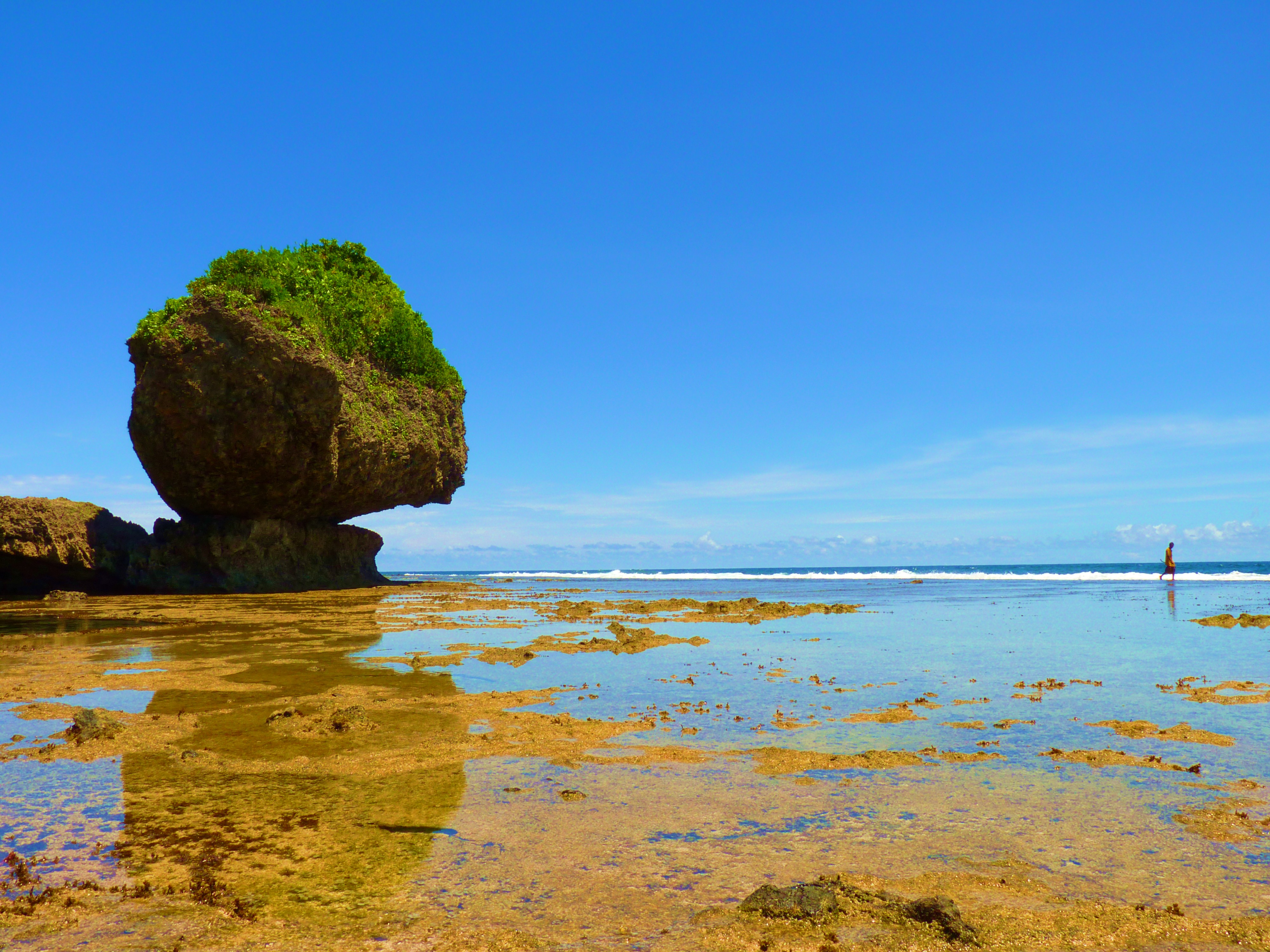
Рифи під час відпливу біля скелі Магпупунгко на острові Сіаргао, Філіппіни

Береговий риф є одним із трьох основних типів коралових рифів. Він відрізняється від інших основних типів, коралових рифів (бар'єрних рифів) і атолів, тим, що він має або повністю мілководну зону рифу (лагуну), або не має її взагалі. Якщо риф росте безпосередньо на береговій лінії, то лагуни немає. В інших випадках (наприклад, на більшій частині Багамських островів) берегові рифи можуть рости на сотні метрів від берега та містити великі рифові зони, у яких міститься їжа та вода. Деякі приклади цього є у Філіппінах, Індонезії, Східному Тиморі, на західному узбережжі Австралії, в Карибському басейні, Східній Африці та Червоному морі. Чарльз Дарвін вважав, що берегові рифи є першим типом рифів, які утворюються навколо суші в процесі тривалого росту рифів. Найбільший кораловий береговий риф у світі — це узбережжя Нінгалу, що простягається приблизно на 260 км уздовж берегової лінії Західної Австралії.

## Бар'єрний риф
Між береговими рифами та бар’єрними рифами мало відмінностей. З'ясування типу рифа передбачає оцінку глибини лагуни за рифом. Бар'єрні рифи мають глибші ділянки всередині лагуни, тоді як берегові рифи не мають таких ділянок. Крім того, бар’єрні рифи зазвичай розташовані набагато далі від берегової лінії порівняно з береговими рифами.

## Структура

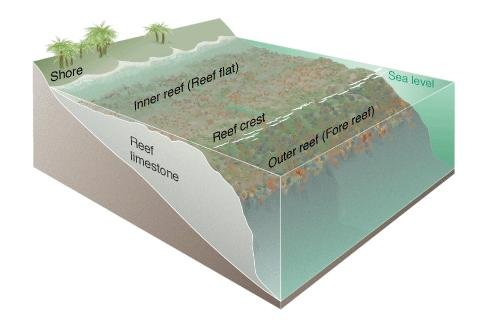
Діаграма узбережжя коралового рифу

Є два основних компоненти, які складають береговий риф: площина рифу та його схил.

### Площина рифа
Площина рифа — це плоска, найширша ділянка рифу, розташована у напрямку до берега. Знаходиться на відносному мілководді, і вона може оголитися під час відпливу. Ця ділянка рифу лише злегка нахилена до відкритого океану. Оскільки площина рифа прилягає або майже примикає до суші, вона зазнає найбільшої шкоди від стоку поверхневих вод та відкладень, тому тут небагато живих коралів. На території площини берегового рифу часто зустрічаються морські рослини, водорості, м'які корали.

### Схил рифа
Схил рифа розташований на зовнішньому краю берегового рифу, що межує з відкритим океаном. Ця частина рифу, зазвичай характеризується крутим нахилом, який або спускається до відносно неглибокої піщаної основи, або простягається на глибину, надто значну, щоб сприяти росту коралів. Зменшення присутності стоку та відкладень на цьому схилі сприяє більшій кількості і більшій різноманітності видів коралів. Більш потужні вітрові хвилі розсіюють забруднюючі речовини, транспортуючи поживні речовини до цієї специфічної області. Важлива характеристика схилу рифу полягає у створенні утворень у вигляді шпор і жолобів, що полегшують транспортування осаду вниз по схилу на глибину.
Верхній сегмент цього схилу, відомий як гребінь рифу, має оптимальний баланс сонячного світла та переміщення води хвилями, що сприяє найшвидшому росту коралів у цій області. І навпаки, основа схилу отримує найменшу кількість сонячного світла і, отже, демонструє найповільніший ріст серед усіх ділянок схилу.

## Географічне розміщення берегових рифів

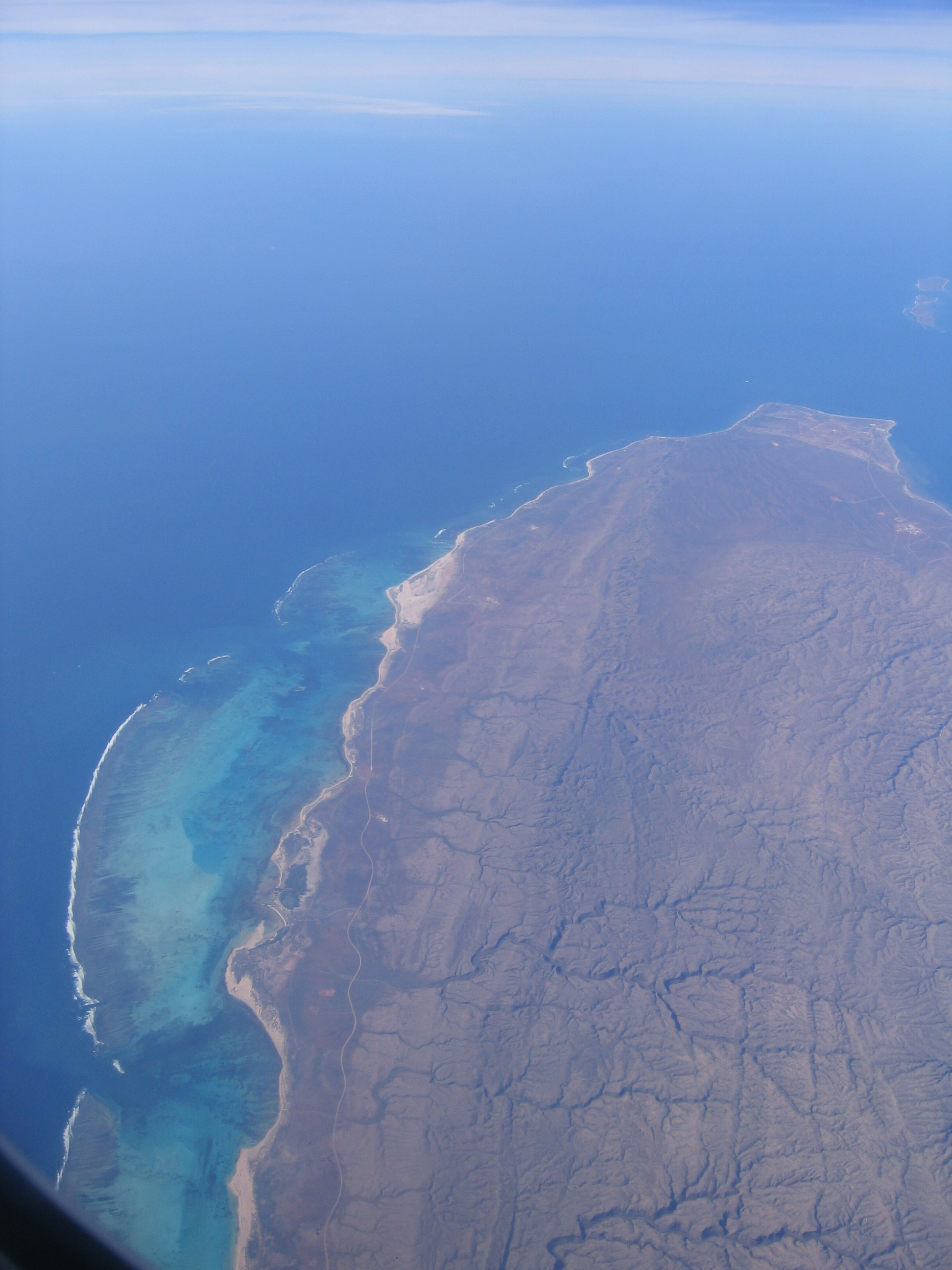
Вид з висоти пташиного польоту на береговий риф на узбережжі Нінгало в Західній Австралії, найбільший береговий кораловий риф у світі та об'єкт Всесвітньої спадщини ЮНЕСКО

Коралові рифи зустрічаються в жаркому тепловому поясі, де температура води становить від 18°C до 30 °C.  Берегові рифи розташовані біля берега в різноманітних районах світу і є найпоширенішим типом коралових рифів. Берегові рифи є найпоширенішим типом рифів на Філіппінах, в Індонезії, Східному Тиморі, на західному узбережжі Австралії, у Карибському морі, Східній Африці та Червоному морі. З майже 3400 окремих рифів 760 є береговими. 
Найбільший береговий кораловий риф у світі — це риф узбережжя Нінгало, що простягається приблизно на 260 км уздовж берегової лінії Західної Австралії. Багато частин Великого Бар'єрного рифу насправді є береговими рифами.

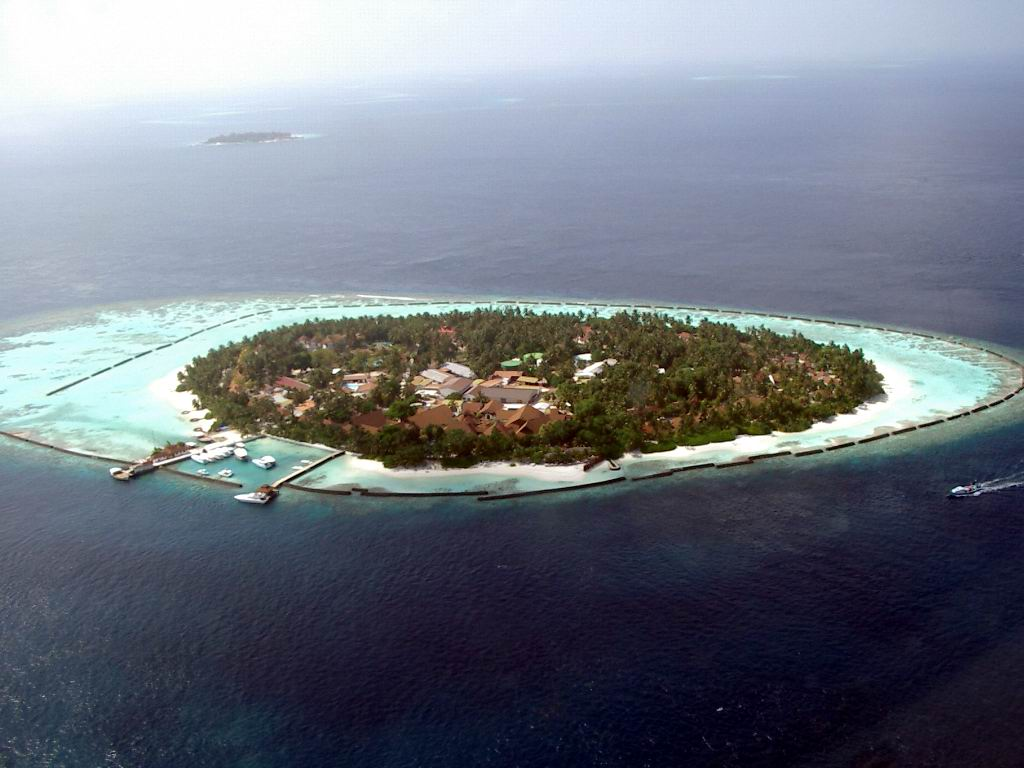
Острів з береговим рифом на Мальдівах

Анімація показує процес формування коралового атолу. Процес утворення атолів може тривати до 30 000 000 років.

## Утворення берегових рифів
Найважливішим фактором зростання рифів є доступний простір, який визначається змінами рівня моря. Зміни рівня моря здебільшого є результатом зледеніння або тектоніки плит. Тектонічна активність може мати згубні наслідки. Землетрус на острові Ранонгга на Соломонових островах підняв 80% берегового рифу назавжди над рівнем моря. Північні рифи піднялися на 1 м над висотою води припливу, тоді як на південній стороні рифи перемістилися на 2-3 м над висотою води.
Підтримуючі рифи ростуть з тією ж швидкістю, що й рівень моря. Наздоганяючі рифи спочатку ростуть повільніше, ніж підвищення рівня моря, але з часом наздоганяють, коли підвищення рівня моря сповільнюється або припиняється. Відмовні рифи не здатні рости досить швидко і «заглушаються». Існує шість різних основних способів росту та розвитку берегових рифів.
- Рифи можуть рости вгору, наскільки це дозволяє простір під поверхнею води. Зазвичай риф росте вгору від вихідної точки до поверхні. Коли гребінь рифу досягає рівня моря, риф може почати рости в бік моря. Ріст починається після затоплення, переважно з частин рифу, які загинули. Оскільки риф росте вгору, найдавніші відкладення знаходяться нижче в рифі. Вік площини рифу вказує, коли риф досяг рівня моря. Наздоганяючі рифи мають молодшу поверхню, ніж утримувальні рифи цього ж типу.
- Рифи можуть розширюватися в бік моря від берега. Для цього потрібен досить постійний рівень моря. Якщо рівень моря падає, поверхня рифу в більш спрямованих до моря районах опускається вниз.
- Рифи можуть виростати на поверхнях мулистих відкладень, які з'явилися раніше рифу або утворюються разом зі зростанням рифу. Ці рифи також ростуть у бік моря від берега. Більш давні відкладення знаходяться найближче до берега і не приховані. Корали, морська трава та водорості фільтрують осад перед тим, як його помістити на гребінь рифу.
- Рифи можуть формуватися поступово, спорадично, з чергуванням вертикальних і горизонтальних епізодів зростання. У цьому типі утворення берегових рифів існує кілька окремих рифів, які розташовані паралельно берегу та вихідному береговому рифу. Ці рифи стають єдиним великим рифом, коли рифові відкладення заповнюють простір між різними рифами.
- Рифи можуть з’явитися, коли морський риф досягає рівня моря, утворюючи бар’єр. Коли гребінь росте швидше плоского, утворюється лагуна. Потім лагуна заповнюється прибережними відкладеннями.
- Бар'єрні рифи можуть утворювати свій бар’єр під дією штормів, які переміщують корали та інше сміття всередину. Шторми, що повторюються, постійно змінюють форму морської сторони таких рифів.

## Екологія

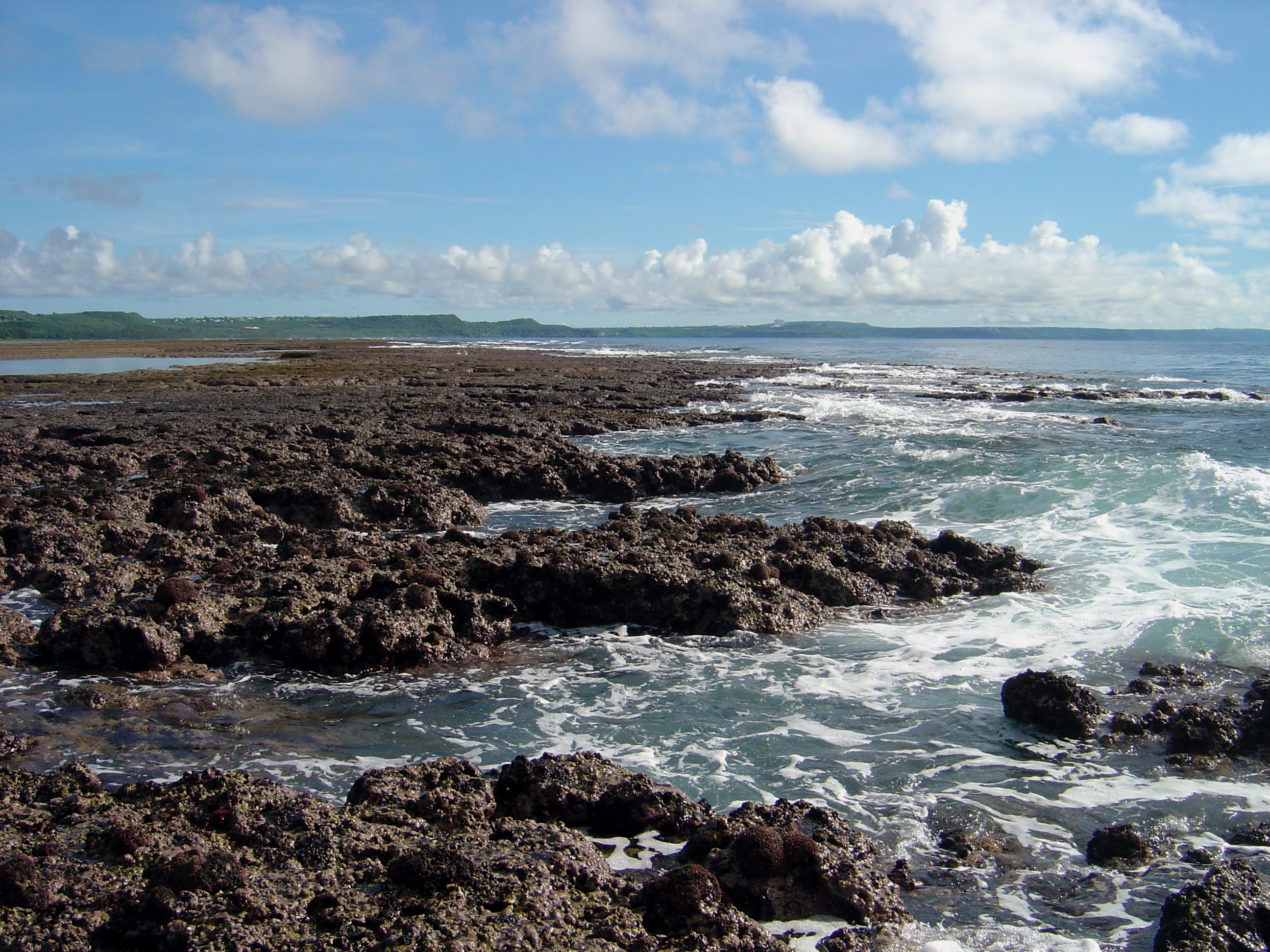
Оголена площина рифу під час відпливу на Гуамі

Як і у випадку з іншими типами рифів, існує багато причин руйнування узбережжя рифу. Шкідливі способи рибальства, такі як лов риби з використанням ціанідів, вибухів, донне тралення та муро-амі (стукання палицями по рифу), можуть мати згубні наслідки. Донне тралення є однією з найбільших загроз для холодноводних коралових рифів. Надмірний вилов риби впливає на екологічний баланс систем коралових рифів, порушуючи харчові ланцюги і спричиняючи наслідки, що виходять далеко за рамки популяції, яка безпосередньо виловлюється. Такий туризм, як необережне катання на човнах, дайвінг, підводне плавання та риболовля, коли люди торкаються рифів, розбурхують осад, збирають корали та кидають якір на рифи, можуть знищити рифи. Деякі туристичні курорти та інфраструктура побудовані безпосередньо на вершині рифів, а деякі курорти зливають стічні води та інші відходи безпосередньо у воду навколо коралових рифів.
Токсини забруднення океану скидаються безпосередньо у воду або переносяться річковими системами з джерел вище за течією. Деякі забруднювачі, такі як стічні води та стоки з сільського господарства, підвищують рівень азоту в морській воді, викликаючи ріст водоростей, які не пропускають сонячне світло до рифів. Ерозія, викликана будівництвом (як уздовж узбережжя, так і всередині країни), видобутком корисних копалин, лісозаготівлею та землеробством, призводить до збільшення осаду в річках. Це потрапляє в океан, де може задушити корали, позбавивши їх світла, необхідного для виживання. Знищення мангрових лісів, які зазвичай утримують велику кількість осаду, загострює проблему. Живі корали використовуються як цегла, насипка доріг або цемент для нових будівель. Корали також продають як сувеніри туристам і експортерам і збирають для торгівлі живими каменями.
Корали не можуть вижити, якщо температура води занадто висока. Зміна клімату вже призвела до підвищення рівня знебарвлення коралів, і, за прогнозами, це збільшиться в частоті та серйозності в найближчі десятиліття. Такі випадки знебарвлення можуть спричинити повну загибель коралових рифів і рифових екосистем, які вже перебувають у стресовому стані.

## Видове різноманіття

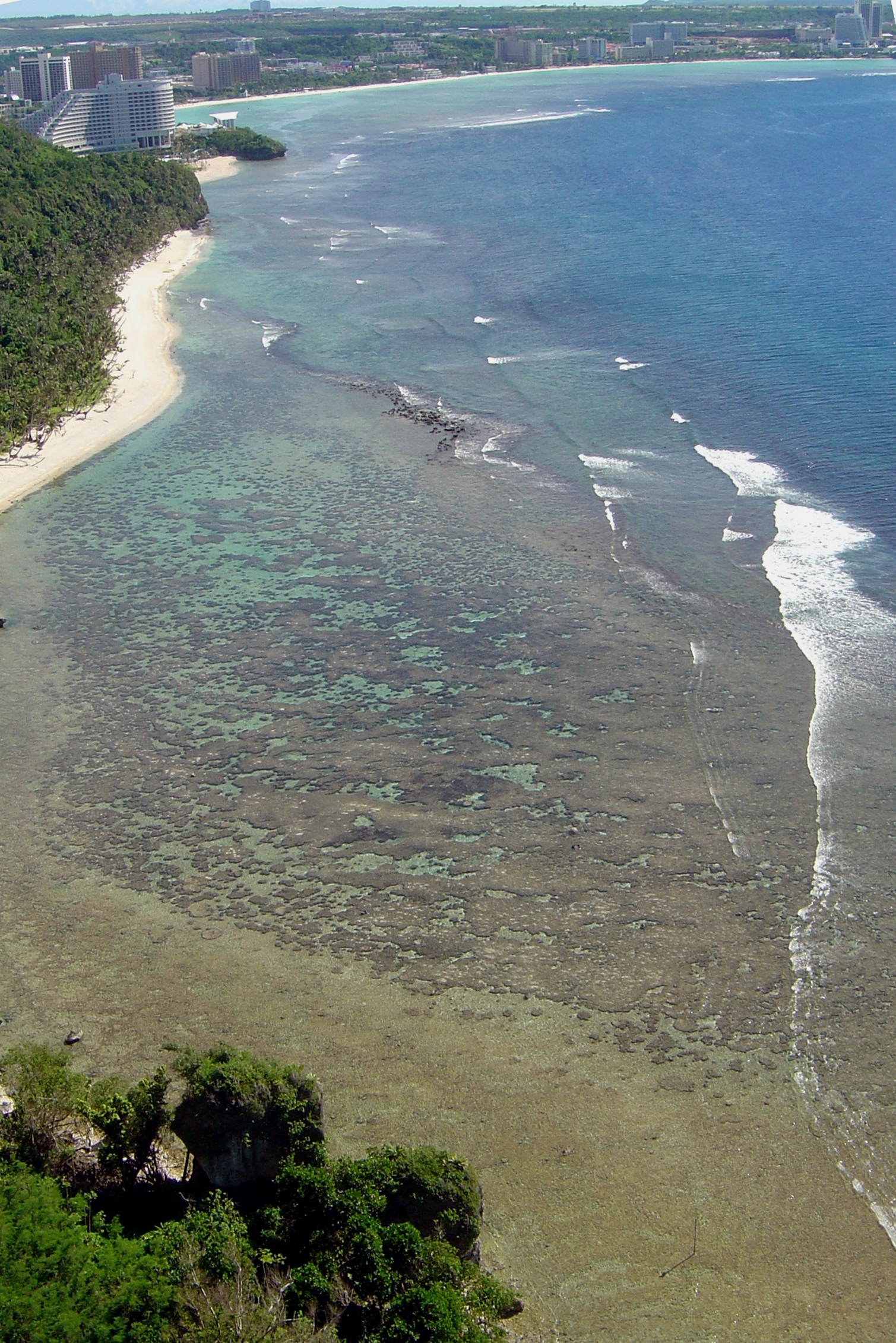
Край і площина рифу в затоці Тумон, Гуам

Найменше видове різноманіття має зона підводного рифу, яка збільшується в бік моря до гребеня рифу. Частково ця різниця є результатом евтрофікації через збільшення вмісту поживних речовин, відкладень і токсичності побутових і промислових відходів. Більше макрофітів живе на дні через збільшення кількості поживних речовин. Це збільшення поживних речовин спричинило збільшення кількості фітопланктону, який присутній над кораловим рифом. Збільшення фітопланктону призвело до зменшення світла, що досягає коралів, а також призвело до збільшення кількості більших безхребетних. Відкладення, які присутні в навколишньому середовищі, викликають підвищену каламутність і можуть задушити деякі організми. Корали, присутні на берегових рифах, використовують чотири процеси, щоб позбутися відкладень, які включають розтягнення поліпа, рух щупальця, дію війок і вироблення слизу.
У районі рифу, найближчого до берега, зазвичай багато м’ясистих водоростей, які утворюються на піску та кораловому уламку. Ці види водоростей включають Lyngbia sp. та Oscilatoria sp. Протягом останніх років види, які домінують в площині рифа, зазнали впливу екологічних змін. На берегових рифах Барбадосу зустрічаються такі види, як Diploria strigosa, Palythoa mamillosa та Diadema antillarum.
Найпоширенішим видом гребеня рифа є Porites porites, різновид кам’янистих коралів, хоча є також значні території, вкриті м’ясоподібними водоростями.